# Operacjonalizacja

Operacjonalizacja problemu badawczego jest najobszerniejszym etapem przygotowania badań. 
Obejmuje ona następujące kroki:
- rozstrzygnięcia dotyczące pojęć i ich zdefiniowania
- dobór i zdefiniowanie wskaźników i zmiennych
- wskazanie zbiorowości, w której będą realizowane badania i dokonanie w niej zwiadu terenowego
- decyzja co do wykorzystywanych metod i technik badawczych i wybór bazy źródłowej
- decyzja co do zasady analizy uzyskanego materiału empirycznego

Operacjonalizacja jest bardzo ważną częścią procesu badawczego. Podjęte w jej ramach decyzje bezpośrednio rzutować będą na wyniki badań.